# Chatmo
Mohamed Rashid (Papendrecht, 2 januari 2001), op internet bekend als Chatmo, is een Somalisch-Nederlandse influencer. Hij is bekend om de straatinterviews, game-video's en livestreams op zijn YouTube- en Twitch-kanalen, maar is ook actief op andere sociale media. Hij heeft in zeven jaar een kleine miljoen volgers verzameld. Zijn content zou jongeren inspireren om te gaan creëren.
Rashids aanpak van sociale media is geïnspireerd op een advies van zijn idool Qucee om de reikwijdte van zijn naam te vergroten door op veel media actief te zijn. Via zijn kanalen op Instagram, Tiktok en Snapchat kondigt hij nieuwe content aan op zijn Youtube- en Twitchkanalen. Deze formule is succesvol blijkens de groei van de abonnee-aantallen.

## Loopbaan
In 2015 werd Rashid onder de bijnaam Chatmo actief op zijn Instagram-account. Vier jaar later had hij 40.000 volgers en daarna is zijn bereik verder gegroeid. Hij is op meerdere socialemediaplatformen actief geworden.
Bij Twitch, waar Rashid sinds 2020 actief is, werd hij na drie maanden genomineerd als beste nieuwkomer en hij werd uiteindelijk tweede tijdens de Dutch Stream Awards.
Rashid heeft een tijdje muziek geproduceerd om zijn shows extra cachet te geven. Zo produceerde hij begin 2021 Beats by Chatmo, zijn eerste EP, onder andere geïnspireerd door Polo G, Lil Tjay, Stunna Gambino en Lil Baby. Zijn tweede EP,  Beats by Chatmo V2, is te vinden op diverse streaming media.
In het voorjaar van 2022 had hij een kleine miljoen volgers en kwam zijn aantal abonnees op YouTube boven de 100.000. Dat jaar was hij in het YouTube-programma Legends of Gaming NL de derde Mystery Legend van dat seizoen. The Best Social Awards nomineerde hem voor de Best Gamer-prijs. In de zomer van 2022 schreef de Khaleej Times over hem als 'socialemediasensatie' met groeiende abonnee-aantallen.

## Varia
Incidenten
Tijdens een interview in Den Haag werd Rashid aangehouden door de politie, omdat vermoed werd dat hij een oproep deed voor de rellen die toen gaande waren. Hij stond namelijk tussen rellende mensen, maar hij deed juist een oproep naar zijn volgers op de sociale media om toch vooral naar huis te gaan. Een vergelijkbaar incident gebeurde later in Helmond, toen hij per ongeluk in een straatboksgevecht terechtkwam.
Opleiding
Rashid heeft in de periode van 2019 tot 2022 aan het Rotterdamse Zadkine de mbo-opleiding tot accountmanager gevolgd.